# شهاب‌الدین عبدالله صیرفی
شهاب‌الدین عبدالله بن محمود بن صیرفی تبریزی (درگذشتهٔ ۷۴۲ یا ۷۵۳ ه‍.ق) خوش‌نویس و موسیقی‌دان ایرانی بود.
محمدعلی دانش‌پژوه این احتمال را مطرح کرده که این شخص همان عبدالله صیرفی باشد.
از مهم‌ترین آثار شهاب‌الدین عبدالله صیرفی، خلاصه الأفکار فی معرفه الأدوار است که به زبان فارسی و در شرح رسالهٔ الأدوار از صفی‌الدین ارموی نوشته‌است.